# Aratal, Shiggaon
Aratal là một làng thuộc tehsil Shiggaon, huyện Haveri, bang Karnataka, Ấn Độ.